# Chiloscyllium burmensis
Espèce
Statut de conservation UICN

 DD  : Données insuffisantes
Chiloscyllium burmensis est une espèce de requin du golfe du Bengale.

## Référence
- Dingerkus & DeFino, 1983 : A revision of the orectolobiform shark family Hemiscyllidae (Chondrichthyes, Selachii). Bulletin of the American Museum of Natural History, vol. 176, n. 1, p. 1-94 (texte original).